# The Showgrounds (Sligo)
The Showgrounds (irisch An Páirc Thaispeántais) ist ein Fußballstadion in der irischen Stadt Sligo. Die 1928 eröffnete Sportstätte bietet Platz für 4200 Zuschauer, davon 3873 Sitzplätze. Es dient dem Fußballclub Sligo Rovers als Heimspielstätte.

## Geschichte
Die Sligo Showgrounds wurden im Jahre 1907 vom County Sligo Agricultural Show Committee eingerichtet und am 22. Juli 1908 durch eine Landwirtschaftsausstellung eröffnet. Einen Monat später gab es die erste Sportveranstaltung mit jeweils einem Spiel in den Sportarten Gaelic Football und Hurling. Zwischen 1934 und 1947 wurden auch Windhundrennen ausgetragen. Im Jahre 1928 wurde der Fußballverein Sligo Rovers gegründet und trug fortan seine Heimspiele in The Showgrounds aus, welches fortan zum Stadion umgebaut wurde. Vierzig Jahre später kaufte der Verein das Stadion. Am 8. November 1978 wurde eine überdachte Tribüne entlang der Jinks Avenue mit einem Ligapokal-Halbfinale gegen die Shamrock Rovers eröffnet. Im November 2001 wurde die neue Haupttribüne mit rund 1800 überdachten Sitzplätzen eingeweiht. Weitere Renovierungen folgten in den Jahren 2006 und 2009. Letztere war wegen der Qualifikation der Sligo Rovers für die UEFA Europa League nötig und erhöhten die Sitzplatzkapazität auf 2700. Im Juli 2012 eröffnete die Railroad Stand mit rund 1300 Sitzplätzen. 

## Ausbaupläne
Im Mai 2021 stellten die Sligo Rovers Pläne für einen Ausbau der Showgrounds zu einem Stadion mit 6000 überdachten Sitzplätzen vor. Damit soll das Stadion der UEFA-Kategorie 3 entsprechen. Das Investitionsvolumen entspricht 17 Millionen Euro. Das Rugby-Team Connacht Rugby soll ebenfalls das Stadion nutzen. Im November 2024 entschied die irische Regierung, dass das Projekt einen Zuschuss in Höhe von 16,4 Millionen Euro erhält.